# Olsen-banden går i krig
Olsen-banden går i krig er en dansk film fra 1978 og den tiende i rækken af Olsen-bandenfilm. Manuskriptet er skrevet af Henning Bahs og filmens instruktør Erik Balling.
Filmen var en stor succes i biograferne med over en million solgte billetter og er den tredjemest sete danske film i nyere filmhistorie - kun overgået af sine to forgængere i serien: Olsen Banden ser rødt og Olsen Banden deruda'.

## Handling
Egon kommer denne gang ud af fængslet uden plan, fordi han er kommet for tidligt ud. Han bliver nemlig løsladt på grund af dronningens fødselsdag, noget som han er meget sur over, fordi han skulle have et møde med en landsretssagfører. Mens Egon har været i fængsel, har Yvonne fået arbejde. Egon har altså ingen plan, hvorfor de må bruge Bennys plan – noget som Kjeld ikke er særlig tryg ved, da han er sikker på, at det går galt. Det går da også galt, idet Egon spolerer Bennys kup med vilje for så at komme tilbage i fængslet og få førnævnte møde med landsretssagføreren.
Da Egon kommer ud af fængslet, er Benny naturligvis sur på Egon, men denne gang kommer Egon ud med en stor plan. Landsretssagføren har tippet ham om, at rådgivende ingeniør Bang-Johansen (Bjørn Watt Boolsen) er villig til at betale et større millonbeløb for en ganske særlig mikrofilm, der er opbevaret i det såkaldte Rigsregistratur. Ved hjælp af tre pilsnere og seks stykker smørrebrød med nøje valgt pålæg, lykkes det banden at stjæle mikrofilmen. 
Men da Egon skal aflevere filmen til Bang-Johansen taler han over sig og røber, at han ved hvad der er på filmen: Generalplanen for den tophemmelige Operation Daisy-land: EF har besluttet, at den eneste nyttige anvendelse for Danmark er som ferieregion i nordeuropa og at alle danskere skal finde beskæftigelse i turist-sektoren. Tysklands ferieindustri vil gerne kende planen på forhold, så de kan opkøbe de rigtige grunde i god tid og tjene store penge, når Operation Daisy-land bliver sat i værk, og vil betale Bang-Johansen 100 millioner D-mark for filmen, hvoraf Egon skal have 10% for at have skaffet filmen. Forfærdet over, at Egon ved for meget, beordrer Bang-Johansen i stedet sin chauffør og håndlanger "Bøffen" (Ove Verner Hansen) til at gøre det af med Egon. Bøffen forsøger at gasse Egon i et forladt pakhus i Københavns Frihavn og Benny og Kjeld må redde ham. 
Opsat på hævn og på at få hvad der tilkommer ham, har Egon nu en ny plan: Han vil snuppe de 100 millioner D-mark fra håndlangeren for den tyske ferieindustri, Den Sorte Baron (Edward Flemming), som skal levere pengene til Bang-Johansen i kontanter. Ved at få Baronens fly til at taxie på afveje i lufthavnen lykkedes det Banden at snuppe kufferten i forvirringen. Men en rasende Bang-Johansen bruger sine politiske forbindelser til at få udstedt en arrestordre på Egon. Politiet tropper prompte op ved Kjeld og Yvonnes hjem og da banden flygter ad bagdøren, ligger Bøffen og Den Sorte Baron på lur og snupper pengene fra Egon, som tomhændet må flygte fra politiet.
Bang-Johansen placerer kufferten i sit pengeskab og overdrager filmen og skabsnøglen til Den Sorte Baron som sikkerhed for, at han ikke kan stikke af med pengene. Han får først nøglen tilbage, når filmen er blevet forevist og godkendt af repræsentanterne/bestyrelsen for den tyske ferieindustri.  Men Banden snupper både nøgle og mikrofilm fra Den Sorte Baron, mens han beser Københavns seværdigheder: Livgarden ved Rosenborg, Absalonstatuen på Højbro Plads, Den Lille Havfrue og Amalienborg. Egon agter nu at sælge filmen til Bang-Johansen mod sin retmæssige betaling, på trods af Bennys, Kjelds og især Yvonnes protester.
Men da Egon fremviser filmen, opdager han til sin rædsel og til "tyskernes" forbløffelse, at Yvonne har byttet filmen ud med sine og Kjelds private feriebilleder fra stranden. Egon forsøger at flygte, men fanges af Bøffen og Baronen. Tyskerne forlader meget utilfredse rådhuset lidt før klokken 9 og giver Bang-Johansen 30 minutter til at fremskaffe den rigtige film og undgå, at handlen aflyses. For at få Egon til at afsløre, hvor den rigtige film er gemt, binder Bøffen Egon fast til urskiven på en platform ved rådhusurets klokken 6, med udsigt til at blive skubbet ned af den store viser. Det lykkes for Benny og Kjeld både at åbne Bang-Johansens "Nyrop"-pengeskab og redde Egon ved at få rådhusuret til at gå baglæns. Det får samtidig urværket til at gå helt grassat og slå Bøffen og Baronen ud.

## Om filmen
Titlen Olsen-banden går i krig betyder, at banden går i krig mod nogen eller noget. I filmen er banden ved at sælge filmen om operation Daisy-land, hvor Danmark skal blive et ferieland, til tyske entreprenørfirmaer. Dette er nærmest en 'krigserklæring' til landet, som de alligevel er meget utilfredse med. Det kommer til udtryk ved, at Kjelds kone Yvonne klager over, at 50% af hendes løn bliver taget af regeringen, samt Egon generelt påpeger, at Danmark ikke har gjort noget godt for dem. Overfor står så EF, som Danmark var blevet medlem af i 1973. Der fremvises et komisk syn på Danmarks fremtid i EF i filmen, da der var mange der så det som, at EF ville bruge Danmark som den rene feriepark, og som Egon Olsen selv kalder det, ville Danmark blive det rene "Daisy-land".
En af lokaliteterne i filmen er Rigsregistraturen i Lundtofte, idet den benyttede bygning dog i virkeligheden er Herlev Sygehus. I bygningen findes mikrofilmen om projekt ‘’Daisyland’’. Rigsregistraturen, nu Det Centrale Kriminalregister eller bare kriminalregistret, indeholder oplysninger om straffeafgørelser i kriminalsager og andre relevante oplysninger om borgere. En anden karakteristisk lokalitet er Københavns Rådhus, hvor banden klatrer rundt på tårnurets visere. Også her blev der dog snydt, idet man opbyggede en kopi af tårnuret hos Nordisk Film. Urskiven på denne er en halv gange større end den rigtige. En scene med en person der klatrer rundt på et tårnur forekom for øvrigt i den britiske film De 39 trin fra samme år.
Flyet som den Sorte Baron flyver var på daværende tidspunkt ejet af Sterling Airways deraf de rød-hvide farver. Det havde registreringen OY-SAV. I filmen er OY erstattet med med D, så flyet hedder D-SAV. Sidenhen blev flyet solgt og ombygget til fotoflyvning, og i dag (2021) indregistreret i Tyskland under navnet D-ISAV Arkiveret 12. april 2021 hos  Wayback Machine og stadig aktivt som fotoflyver.

## Temaer i filmen
Udover at føre til fængslets fejring af Egons angiveligt 10. ophold, markerede filmen samtidig den 10. Olsen-bandefilm og filmseriens 10 års jubilæum med en hyldest til filmindustrien og film generelt. Balling og Bahs havde allerede med Egons rejse gennem mekanikken i Verdensbankens boksdør i Olsen-banden deruda' flirtet med Chaplins lignende rejse i Moderne Tider; Olsen-banden går i krig tager flirten adskillige skridt videre og det vil sandsynligvis kræve et længerevarende ophold på Filmskolen eller Filmvidenskab at kunne identificere alle mere eller mindre tydelige, subtile (og/eller overtænkte) kærlighedserklæringer til især det store, sort/hvide, stumme filmlærred. Filmen er derudover krydret med yderligere to temaer: Det danske kongehus og mad.
En hyldest til film og -industrien
- Egons for tidlige løsladelse og derefter bortvisning fra fængslet, hvor han til sidst må bæres ud. Der gestikuleres og han spræller med benene, som var scenen taget ud af en Chaplin-film[8]. Bøffen og Den Sorte Baron bærer Egon på samme måde i rådhustårnet.
- Håndgemæng med skub og hatteafslåning, da Egon har saboteret Bennys kup hos Petersen & Johansson: En slapstick-pastiche på vagtmandens tv-overvågning; i sort/hvid, uden lyd og tilsyneladende lidt for hurtigt, som når en film er overført til tv med telecine.
- Kuppet går ud på at skaffe en mikro-film
- Badebillederne af Yvonne og Kjeld (taget med et film-kamera) får Yvonne til at sende Kjeld på slankekur
- Den gasberusede og opstemte Egons (Sprogøes) hyldest til det store lærreds kvindelige sexsymboler løfter Yvonne (Kirsten Walther), der spiller Karla i Huset på Christianshavn op i samme kategori: "... Du er min Marilyn, min Mae West, min Marlene, min Sophia, min Karla!"
- Kjelds besvær med at få pakket fly-maden ud; hvis ikke utilsigtet, så en symbolsk kamp med at få mad ud af film
- Den Sorte Baron har en slående lighed med filminstruktøren Erich von Stroheim
- Egon dirigering af baronens fly, med overdimensionerede handsker og kasket, kan være en hilsen til betjenten, der dirigerer trafikken i Jacques Tatis Trafic[9] fra 1971[d]
- Politijagten til fods gennem Valby[12] er en Keystone Cops-pastiche. Trækken hat ned over øjnene-optakten og Egons aske-host fra affaldscontaineren kunne være Gøg og Gokke.
- Brud på den 4. væg; Egon (Ove Sprogøe) som (selvironisk) gammel krukke ved maskandiser i Valby[13]
- Balling og Bahs murer sig selv ind i filmhistorien med ansigts/(før-)dødsmasker på rådhustårnet
- Klatring på rådhusuret: I Harold Lloyd stumfilm-komedien På Vej til den syvende Himmel kommer Lloyds rolle til at hænge i viserne på et facade-ur på et stormagasin[14]
- Kjeld med kniv i munden, som i en piratfilm, fx i filmen The Black Pirate (en) med Douglas Fairbanks, hvor piraternes leder spillet af Anders Randolf ses med en kniv på tværs i munden[15]
- Bøffen/rådhusbetjentens visuelle instruktion i håndtering af rådhuspandekager til baronen og deres fælles "dans" i rådhusurets værk er igen stumfilm
- Isenkræmmeren/porcelænshandlereren smadrer selv den overlevende isbjørn; Nordisk Films maskot og varemærke

Hilser til kongehuset
- Egons løsladelse på dronningens fødselsdag
- Petersen & Johansson-vagten læser et ugeblad med kongerøgelse og pacificeres let af billedet af dronningen og prinserne på tv-overvågningen
- Departementschef K.V.H. Könich i Rigsregistraturen
- Operation Daisy[e]-land
- Den Sorte Baron afledes med kikkert til "Badezimmer von das Königin"

Slankekur, mad og Kjelds mave
- vagten hos P&J manipuleres til at åbne døren for at hente salt til sin mad
- strandbilleder viser, at Kjeld spiser for meget og skal på slankekur
- Kjelds slankekur gør ham generelt meget fokuseret på mad[16] og bringer flere gange kup i fare fx ved kun at købe en danskvand til sig selv i den vildfarelse, at de tre pilsnere er til banden og ikke, at de er remedier til kuppet i Rigsregistraturen og ved at bruge tid på at stjæle et en fly-menu og derefter på at få den pakket ud
- mad giver adgang til Rigsregistraturens arkiv: Dept.chef Könich afledes med kogt tunge og italiensk salat, mens arkivpersonalet afledes af mangel på brændevin/snaps til ålen[f]
- mad giver også banden adgang til lufthavnen gennem flycateringfirmaet aero-chef, forklædt som fødevarekontrollanter i forklæder fra en slagter.
- Kjeld stjæler fly-mad
- Kjelds sultne næse opfanger og identificerer rådhuspandekagerne
- Kjelds sult giver ham mod til at trodse Benny og gå udenfor med pandekagerne, hvor han opdages af Egon, men mister pandekagerne

## Medvirkende
- Ove Sprogøe – Egon
- Morten Grunwald – Benny
- Poul Bundgaard – Kjeld
- Kirsten Walther – Yvonne
- Axel Strøbye – Kriminalassistent Jensen
- Ole Ernst – Politiassistent Holm
- Bjørn Watt Boolsen – Rådgivende ingeniør Bang-Johansen[17]
- Ove Verner Hansen – Bøffen
- Edward Fleming – Den Sorte Baron
- Ejner Federspiel – Nattevagt hos Petersen & Johansson
- Emil Hass Christensen − Fængselsinspektør
- Bjørn Puggaard-Müller − Departementschef K.V.H. Könich[18] i Rigsregistraturen
- Birger Jensen − arkivmedarbejder Hoffmann i Rigsregistraturen
- Holger Perfort − Arkivmedarbejder i Rigsregistraturen, muligvis Hr. Monberg[g]
- Holger Vistisen − Arkivmedarbejder i Rigsregistraturen, muligvis Hr. Thorsen[h]
- Karl Stegger − Chefkok i Rigsregistraturen
- Claus Nissen − Mand ved ølautomat i Rigsregistraturens kantine
- Kirsten Hansen-Møller − Kantinedame
- Hanne Løye − Fru Hansen, dept.chef Könichs sekretær
- Poul Thomsen − Plantepusler[20] på rådhus
- Kirsten Norholt − Stewardesse
- Henning Palner − Pilot (eller kaptajn) i jetfly
- Ernst Meyer − Politibetjent
- Solveig Sundborg − Frue
- John Martinus − Medarbejder på rådhus
- Jørgen Beck − Medarbejder på rådhus
- Bertel Lauring − Taxichauffør
- Tom McEwan − Indehaver af porcelænsbutik

## Trivia
- Ove Sprogøes søn Henning arbejdede som produktionsassistent på filmen og havde en statistrolle som buspassager. Senere blev han selv skuespiller.
- Fængselsbandet i slutningen af filmen var Papa Bues Viking Jazzband, som i 1968 lavede den første udgave af titelmelodien til Olsen-banden.[21]
- Den 27. august 2008 udgav Post Danmark et frimærke til ære for Erik Balling, hvorpå der ud over et portræt af instruktøren også var en scene fra filmen med Yvonne og Egon.[22]
- Filmen blev i 1979 genindspillet i Norge under titlen Olsenbanden og Dynamitt-Harry mot nye høyder som den tiende fortsættelse af Olsenbanden.[23]

## Fodnoter
1. ↑  sandsynligvis Pakhus 5[2][3], også brugt i Olsen banden Superfos-reklamefilmen Et isoleret tilfælde og Huset på Christianshavn afs. 66 Larsens arv
2. ↑  Martin Nyrop tegnede rådhuset
3. ↑  det forbigås i tavshed, at Egon typisk fængsles to gange i hver film og Egons 10. løsladelse i øvrigt allerede blev fejret med jubilæumsskjold på Klippeskæret i Olsen-banden på spanden[5] ligesom chefpsykolog Mathias Gali i Olsen-banden ser rødt bemærker, at Egon "har været indsat henved 20 gange"[6]
4. ↑  men Egon (Sprogøe) demonstrerede allerede fysisk komik/pantomime i whisky on the rocks opskænkning-scenen i Olsen-banden på spanden[10] og i lille Egon venter utålmodigt på, at Bøffen henter is-scenen i Olsen-bandens sidste bedrifter[11]
5. ↑  H.M. Dronningens kælenavn
6. ↑  ikke en profetisk film-reference til Peter Aalbæk
7. ↑  Perfort fremtræder som ældstemand og Hoffmann tiltaler Hr. Monberg først[19]
8. ↑  eller alligevel omvendt

## Ekstern henvisning
- Olsen-banden går i krig på Internet Movie Database (engelsk)
- Olsen-banden går i krig på Filmdatabasen
- Olsen-banden går i krig på danskefilm.dk
- Olsen-banden går i krig på danskfilmogtv.dk
- Olsen-banden går i krig på Scope
- Olsen-banden går i krig på MovieMeter (nederlandsk)
- Olsen-banden går i krig på AllMovie (engelsk)
- Olsen-banden går i krig hos British Film Institute (engelsk)
- Olsen-banden går i krig på Turner Classic Movies (engelsk)
- Olsen-banden går i krig på The Movie Database (engelsk)
- Olsen-Banden-lokationer